# Aechmea alegrensis
Aechmea alegrensis es una especie botánica epifita de bromélida originaria de Brasil donde se encuentra en Espirito Santo.

## Taxonomía
Aechmea alegrensis fue descrita por Wilhelm Eduard Weber y publicado en Feddes Repertorium 97: 110–1. 1986.
Etimología
Aechmea: nombre genérico que deriva del griego akme ("punta"), en alusión a los picos rígidos con los que está equipado el cáliz.
alegrensis: epíteto latino 
Sinonimia
- Ortgiesia alegrensis (W.Weber) L.B.Sm. & W.J.Kress	[2][3]